# Varenbuurt
De Varenbuurt is een buurt in het Rotterdamse wijk Ommoord in de deelgemeente Prins Alexander en is gebouwd in de jaren 60. De buurt ligt in het westen van Ommoord en wordt omringd door de Rozenbuurt, Klaverbuurt en middengebied-west. De straatnamen in de Varenbuurt bevatten alle het woord varen.
De Koningsvaren is de langste straat van de Varenbuurt en loopt dwars door de buurt heen. In het noorden van de Varenbuurt ligt de Varenhof, waar speciaal voor bejaarden bedoelde flats te vinden zijn. De Varenbuurt wordt aan drie kanten omringd door sloten en groen. Aan de oostzijde ligt de John Mothweg. De wijk is per openbaar vervoer te bereiken met RET-buslijn 35 en metrolijn A.

## Bewoners in verzet
Sinds december 2007 heeft de Varenbuurt samen met de naast liggende buurt, de Rozenbuurt, een eigen bewonersorganisatie. De bewonersorganisatie bestaat uit een groep bewoners die tegen de bouw van een baggerdepot en de rijksweg achter de buurt. Tevens wil de organisatie meer speelplekken en een jeugdhonk voor de hangjongeren uit de buurten. De organisatie noemt zichzelf: bewonersorganisatie Heydnahof.
Rotterdam Centrum ·
Rotterdam-Noord ·
Rotterdam-Oost ·
Rotterdam-West ·
Rotterdam-Zuid ·
110-Morgen ·
Afrikaanderwijk ·
Agniesebuurt ·
Bergpolder ·
Beverwaard ·
Blijdorp ·
Blijdorpse polder ·
Bloemhof ·
Boomgaardshoek ·
Bospolder-Tussendijken ·
CS-kwartier ·
Carnisserbuurt ·
Cool ·
Crooswijk ·
De Esch ·
De Veranda ·
Delfshaven ·
Delfshaven-Schiemond ·
Dijkzigt ·
Feijenoord ·
Gadering ·
Groenenhagen-Tuinenhoven ·
Groot-IJsselmonde ·
Heijplaat ·
Het Lage Land ·
Hillegersberg ·
Hillesluis ·
Homerusbuurt ·
Hordijkerveld ·
Kandelaar ·
Karl Marxbuurt ·
Katendrecht ·
Kiefhoek ·
Kleinpolder ·
Kleiwegkwartier ·
Kop van Zuid ·
Kralingen ·
Kralingse Veer ·
Kreekhuizen ·
Landzicht ·
Liskwartier ·
Lloydkwartier ·
Lombardijen ·
Meeuwenplaat ·
Middelland ·
Middengebied ·
Millinxbuurt ·
Molenlaankwartier ·
Molièrebuurt ·
Nesselande ·
Nieuw Engeland ·
Nieuw-Mathenesse ·
Nieuwe Westen ·
Nooddorp ·
Noordereiland ·
Ommoord ·
Oosterflank ·
Oud-Charlois ·
Oud-IJsselmonde ·
Oud-Mathenesse ·
Oude Noorden ·
Oude Westen ·
Oudeland ·
Overschie ·
Pendrecht ·
Prinsenland ·
Provenierswijk ·
Reyeroord ·
Rubroek ·
Sagenbuurt ·
Scheepvaartkwartier ·
Schiebroek ·
Schiemond ·
's-Gravenland ·
Smeetsland ·
Spaanse Polder ·
Spangen ·
Sportdorp ·
Stadsdriehoek ·
Struisenburg ·
Tarwewijk ·
Terbregge ·
Tussenwater ·
Varenbuurt ·
Vondelingenplaat ·
Vreewijk ·
Waalhaven ·
Westpunt ·
Wielewaal ·
Witte Dorp ·
Zalmplaat ·
Zenobuurt ·
Zestienhoven ·
Zevenkamp ·
Zomerland ·
Zuidwijk